# ISO 3166-2:BD
ISO 3166-2:BD és el subconjunt per a Bangladesh de l'estàndard ISO 3166-2, publicat per l'Organització Internacional per Estandardització (ISO) que defineix els codis de les principals subdivisions administratives.
Actualment per a Bangladesh, l'estàndard ISO 3166-2, està format per dos nivells de subdivisions:
- 7 divisions
- 64 districtes

Cada codi es compon de dues parts, separades per un guió. La primera part és BD, el codi ISO 3166-1 alfa-2 per a Bangladesh. La segona part pot ser:
- Una lletra (A–G): divisions
- Dos dígits (01–64): districtes

## Codis actuals
Els noms de les subdivisions estan llistades segons l'ISO 3166-2 publicat per la "ISO 3166 Maintenance Agency" (ISO 3166/MA).

### Divisions
| Codi | Nom de la divisió (bn) | Nom de la divisió (bn) |
| ---- | ---------------------- | ---------------------- |
| BD-A | Barisal                | বরিশাল                   |
| BD-B | Chittagong             | চট্টগ্রাম                 |
| BD-C | Dhaka                  | ঢাকা                     |
| BD-D | Khulna                 | খুলনা                    |
| BD-E | Rajshahi               | রাজশাহী                   |
| BD-F | Rangpur                | রংপুর                    |
| BD-G | Sylhet                 | সিলেট                    |

1. ↑  Nom en bengalí en l'alfabet bengalí no inclòs a l'estàndard ISO 3166-2.

### Districtes
| Codi  | Nom del districte | Dins de la divisió |
| ----- | ----------------- | ------------------ |
| BD-05 | Bagerhat          | D                  |
| BD-01 | Bandarban         | B                  |
| BD-02 | Barguna           | A                  |
| BD-06 | Barisal           | A                  |
| BD-07 | Bhola             | A                  |
| BD-03 | Bogra             | E                  |
| BD-04 | Brahmanbaria      | B                  |
| BD-09 | Chandpur          | B                  |
| BD-10 | Chittagong        | B                  |
| BD-12 | Chuadanga         | D                  |
| BD-08 | Comilla           | B                  |
| BD-11 | Cox's Bazar       | B                  |
| BD-13 | Dhaka             | C                  |
| BD-14 | Dinajpur          | F                  |
| BD-15 | Faridpur          | C                  |
| BD-16 | Feni              | B                  |
| BD-19 | Gaibandha         | F                  |
| BD-18 | Gazipur           | C                  |
| BD-17 | Gopalganj         | C                  |
| BD-20 | Habiganj          | G                  |
| BD-24 | Joypurhat         | E                  |
| BD-21 | Jamalpur          | C                  |
| BD-22 | Jessore           | D                  |
| BD-25 | Jhalakati         | A                  |
| BD-23 | Jhenaidah         | D                  |
| BD-29 | Khagrachari       | B                  |
| BD-27 | Khulna            | D                  |
| BD-26 | Kishoreganj       | C                  |
| BD-28 | Kurigam           | F                  |
| BD-30 | Kushtia           | D                  |
| BD-31 | Lakshmipur        | B                  |
| BD-32 | Lalmonirhat       | F                  |
| BD-36 | Madaripur         | C                  |
| BD-37 | Magura            | D                  |
| BD-33 | Manikganj         | C                  |
| BD-39 | Meherpur          | D                  |
| BD-38 | Moulvibazar       | G                  |
| BD-35 | Munshiganj        | C                  |
| BD-34 | Mymensingh        | C                  |
| BD-48 | Naogaon           | E                  |
| BD-43 | Narail            | D                  |
| BD-40 | Narayanganj       | C                  |
| BD-42 | Narsingdi         | C                  |
| BD-44 | Natore            | E                  |
| BD-45 | Nawabganj         | E                  |
| BD-41 | Netrakona         | C                  |
| BD-46 | Nilphamari        | F                  |
| BD-47 | Noakhali          | B                  |
| BD-49 | Pabna             | E                  |
| BD-52 | Panchagarh        | F                  |
| BD-51 | Patuakhali        | A                  |
| BD-50 | Pirojpur          | A                  |
| BD-53 | Rajbari           | C                  |
| BD-54 | Rajshahi          | E                  |
| BD-56 | Rangamati         | B                  |
| BD-55 | Rangpur           | F                  |
| BD-58 | Satkhira          | D                  |
| BD-62 | Shariatpur        | C                  |
| BD-57 | Sherpur           | C                  |
| BD-59 | Sirajganj         | E                  |
| BD-61 | Sunamganj         | G                  |
| BD-60 | Sylhet            | G                  |
| BD-63 | Tangail           | C                  |
| BD-64 | Thakurgaon        | F                  |